# Comuna Kurin, Bahmaci
Kurin (în ucraineană Курінь) este o comună în raionul Bahmaci, regiunea Cernihiv, Ucraina, formată din satele Kurin (reședința), Opolonske, Șumeikiv și Ukraiinske.

## Demografie
Componența lingvistică a comunei Kurin
     Ucraineană (98,81%)
     Rusă (1,1%)
     Alte limbi (0,07%)
Conform recensământului din 2001, majoritatea populației comunei Kurin era vorbitoare de ucraineană (98,81%), existând în minoritate și vorbitori de rusă (1,1%).